# The Border Patrolman

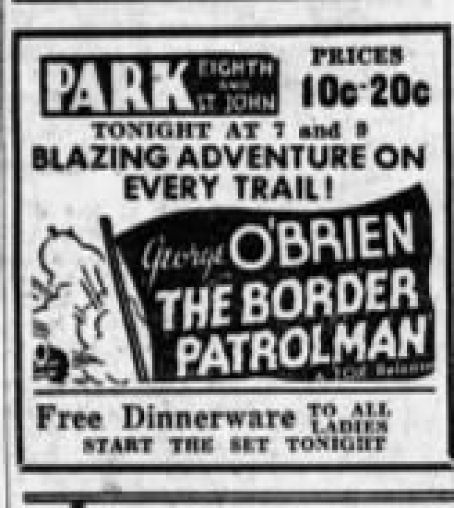
Annonce pour le film.

The Border Patrolman est un film américain réalisé par David Howard, sorti en 1936.

## Synopsis
Patricia Huntley, une femme mondaine, est arrêtée par l'agent Bob Wallace de la police des frontières américaine en Arizona après avoir rencontré le trafiquant de bijoux Courtney Haybrook, à six kilomètres de la frontière américano-mexicaine. Elle déchire la contravention et affirme qu'il l'a malmenée lors de son arrivée au poste. Lorsqu'il démissionne après avoir été contraint de s'excuser, elle se sent coupable et convainc son riche grand-père Frank Adams de l'embaucher.

## Fiche technique
- Réalisation : David Howard
- Scénario : Bennett Cohe, Daniel Jarrett
- Producteur : Sol Lesser
- Photographie : Frank B. Good
- Montage : Robert O. Crandall
- Genre : Western, comédie[1]
- Musique : George Lessner
- Distributeur : Twentieth Century Fox Film Corporation
- Durée : 60 minutes
- Date de sortie : 20 juin 1936

## Distribution
- George O'Brien : Bob Wallace
- Polly Ann Young : Patricia Huntley
- Smiley Burnette : Chuck Owens
- LeRoy Mason : Courtney Haybrook
- Mary Doran : Myra
- Al Hill : Frank Adams
- William P. Carleton : Jeremiah Huntley
- Tom London : Johnson
- Frank Campeau : Capt. Stevens
- Charles Coleman : Collins
- Fay McKenzie (non crédité)
- Lester Dorr : Garage Attendant (non crédité)
- Martin Garralaga a: Carlos, propriétaire de la cantine (non crédité)
- Lloyd Ingraham : homme à la piscine (non crédité)
- George MacQuarrie : Jim Riker (non crédité)
- Chris-Pin Martin : Mexican Giving Directions (non crédité)
- Gertrude Messinger : Telephone Operator (non crédité)
- Cyril Ring : Ed Hendricks (non crédité)
- John St. Polis : Manning (non crédité)